# Midnight Oil
I Midnight Oil (noti anche con il nomignolo di The Oils tra i loro fan), sono un gruppo rock australiano originario di Sydney, che ha iniziato a suonare nel 1972 con il nome di Farm. La formazione originale includeva il batterista Rob Hirst, il bassista Andrew James e il tastierista/chitarrista Jim Moginie.
Il cantante Peter Garrett stava studiando all'Università Nazionale Australiana di Canberra, quando rispose a un annuncio per un provino con i Farm,, e nel 1975 il gruppo iniziò ad andare in tour sulla costa orientale del paese. Verso la fine del 1976 Garrett si trasferì a Sydney per completare i propri studi di giurisprudenza, e i Farm cambiarono il proprio nome in Midnight Oil estraendolo a sorte tra altre alternative su un biglietto messo in un cappello.
Un ruolo importante per il gruppo lo svolse il loro manager Gary Morris, capace di negoziare contratti favorevoli con gli organizzatori dei tour e con le case discografiche e di tamponare le critiche della stampa specializzata. Nel 1977 al gruppo si unì il chitarrista Martin Rotsey e i Midnight Oil fondarono una propria etichetta discografica, la Powderworks, con la quale pubblicarono l'omonimo album di debutto nel novembre del 1978 e il singolo Run by Night nel dicembre successivo. Nel 1980 il bassista James dovette abbandonare il gruppo per problemi di salute e venne sostituito da Peter Gifford, che a sua volta fu poi sostituito da Bones Hillman nel 1987. Il gruppo ha avuto una carriera lunga e importante, diventando famoso per le sue energiche sonorità hard-rock, per le intense esibizioni dal vivo e per le prese di posizione politiche, soprattutto in favore di cause come il movimento anti-nucleare, l'ambientalismo e il sostegno agli aborigeni australiani.
Tredici dei loro album sono entrati nella classifica australiana delle prime dieci posizioni di vendita, mentre della top ten dei singoli hanno fatto parte Power and the Passion, The Dead Heart, Beds Are Burning e Blue Sky Mine. Oltre a riscuotere un successo commerciale, Power and the Passion e Beds Are Burning nel 2001 sono state inserite dalla Australasian Performing Right Association (APRA) nella lista delle 30 canzoni australiane più belle di tutti i tempi.
Nel dicembre 2002 Garrett annunciò di aver intenzione di dedicarsi maggiormente alla propria attività politica e i Midnight Oil finirono così per sciogliersi. Il gruppo tuttavia si riformò per tenere due concerti a Canberra, in preparazione della loro esibizione su uno dei due palchi del grande concerto di beneficenza Sound Reliefs che si è tenuto nel 2009 in sostegno delle vittime degli incendi del Black Saturday e delle alluvioni del Queensland.
I Midnight Oil hanno vinto nella loro carriera undici premi ARIA, oltre ad essere stati introdotti nella ARIA Hall of Fame nel 2006. Il giorno della loro introduzione il presidente dell'ARIA Denis Handlin ha definito i Midnight Oil come delle autentiche leggende che hanno mostrato la via per realizzare una musica autenticamente australiana potente, senza compromessi, piacevole e destinata a durare nel tempo.
Nel 2010 il loro album Diesel and Dust è stato scelto come il migliore di sempre nel libro The 100 Best Australian Albums di Toby Creswell, Craig Mathieson e John O'Donnell.

## I Farm: 1972–1976
Nel 1971, il batterista Rob Hirst, il bassista Andrew James e il tastierista/chitarrista Jim Moginie iniziarono a suonare insieme. Dal 1972 cominciarono a farsi chiamare Farm, e suonavano cover di Cream, Creedence Clearwater Revival e Led Zeppelin. Dopo aver pubblicato un annuncio in cui dicevano di cercare un nuovo elemento per il gruppo scelsero Peter Garrett (ex-Rock Island Line) come nuovo cantante e suonatore di synth, introducendo nel loro repertorio brani progressive rock di Focus, Jethro Tull e Yes oltre a materiale di loro composizione. Garrett era studente alla Australian National University di Canberra, così i Farm potevano essere solo un gruppo con un'attività part-time; Suonavano per la comunità di surfisti che si ritrovava a nord di Sydney e nel 1976 andarono in tour sulla costa orientale dell'isola. Verso la fine del 1976 Garrett si trasferì a Sydney per completare i propri studi di giurisprudenza e così i Farm poterono diventare un gruppo a tempo pieno e cambiarono il nome in Midnight Oil, nome scelto estraendo un biglietto da un cappello che conteneva anche le alternative Television, Sparta e Southern Cross. Il nome Midnight Oil era ispirato alla canzone di Jimi Hendrix Burning of the Midnight Lamp.

## 1976–1981

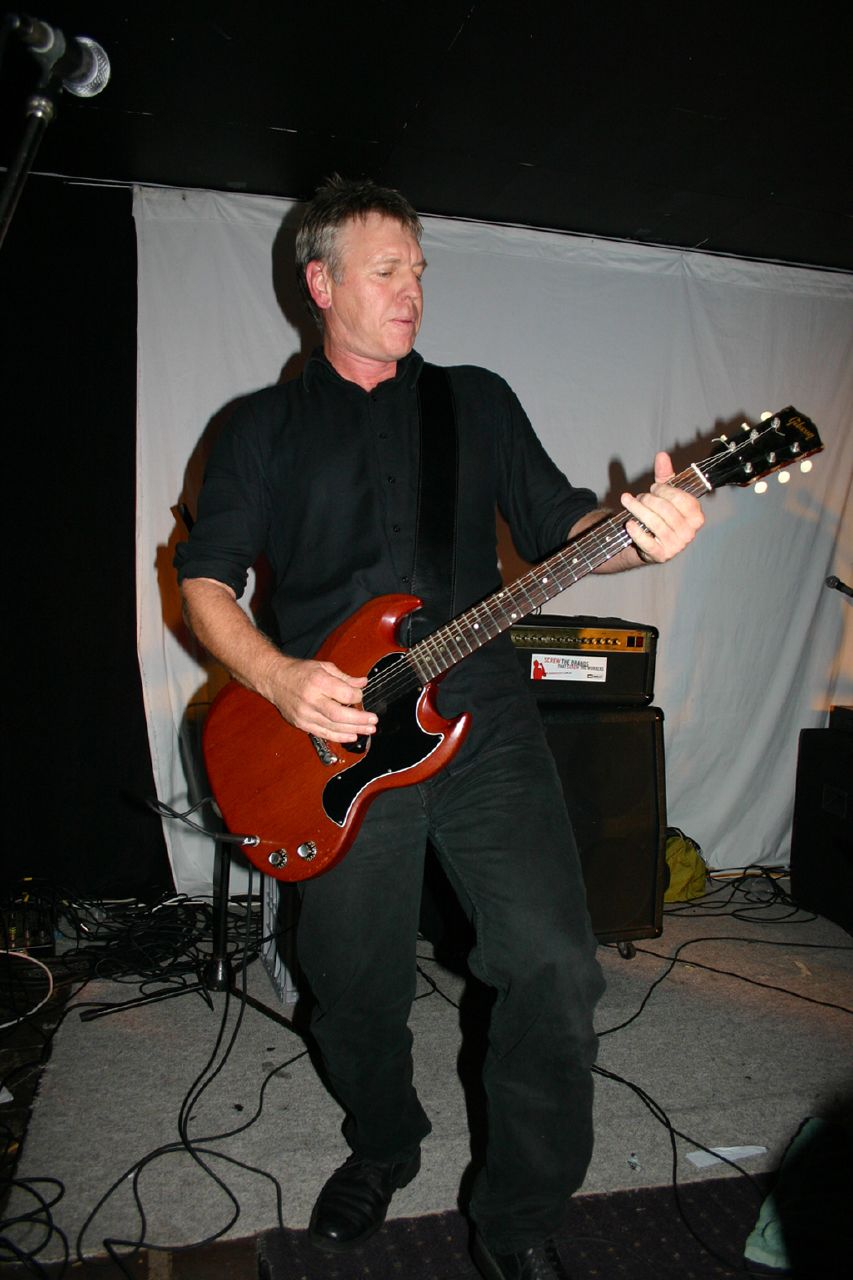
Martin Rotsey, chitarrista dei Midnight Oil, al Souths Leagues Club di Brisbane, 2007

Dopo il cambio di nome, il gruppo iniziò a sviluppare un'aggressiva sonorità punk rock-hard rock, che incontrava il gusto del pubblico dei locali dove si esibivano, seguace del genere Pub rock. Nel 1977 si unì al gruppo il chitarrista Martin Rotsey e i Midnight Oil, con il loro manager Gary Morris, fondarono una propria etichetta discografica, la Powderworks. Nel giugno 1978 registrarono il loro primo omonimo album all'Alberts Studio di Sydney, con il supporto del produttore Keith Walker, che lavorava alla locale stazione radio della 2JJ; il disco fu pubblicato dalla Powderworks nel novembre 1978 e raggiunse la 43ª posizione della classifica di vendita australiana. In dicembre uscì anche il loro primo singolo, Run by Night, che però riscosse poco successo arrivando al massimo alla 100ª posizione nella classifica dei singoli. Il gruppo si stava costruendo uno zoccolo duro di fan, inizialmente concentrati a Sydney, ma che poi si espanse anche in altre città australiane grazie alle frequenti esibizioni dal vivo del gruppo, che in un anno fece oltre 200 concerti. Diventarono celebri per le loro potenti esecuzioni, basate sui due chitarristi Moginie e Rotsey, sull'impeto ritmico del batterista Hirst e sulla grande presenza scenica dell'altissimo e calvo Garrett come cantante principale.
L'album Midnight Oil però deluse alcuni critici in quanto non riusciva a catturare l'essenza delle loro potenti esibizioni dal vivo, presentando una sonorità senza particolari pretese e un cantato da parte di Garrett che suonava piuttosto artificioso e poco sincero. Il loro secondo album Head Injuries, pubblicato dalla Powderworks nell'ottobre 1979, venne prodotto dall'ex membro dei Supercharge Laszek Karski. Univa una solida sonorità rock con fraseggi in stile progressive e faceva risaltare molto di più la forza e la crescita musicale del gruppo. L'album verso la metà del 1980 raggiunse la 36ª posizione della classifica e vinse un disco d'oro.
Nell'aprile 1980 il bassista e cofondatore del gruppo Andrew James fu costretto all'abbandono per problemi di salute e fu sostituito da Peter Gifford (ex-Huntress, Ross Ryan Band). L'uscita dell'EP Bird Noises, a sua volta prodotto da Karski e che raggiunse la 28ª posizione della classifica dei singoli, aumentò l'interesse del pubblico nei confronti dei Midnight Oil. Il terzo album, Place without a Postcard, pubblicato nel novembre 1981 dalla CBS Records, fu registrato nel Sussex con l'aiuto del produttore inglese Glyn Johns (The Rolling Stones, The Who).
La registrazione fu negativamente caratterizzata da contrasti sul piano creativo tra Johns e il gruppo, che non fu del tutto soddisfatto del risultato ottenuto. Johns aveva un accordo con la A&M Records, che chiese ai Midnight Oil di ritornare in studio per registrare del nuovo materiale adatto per la pubblicazione di un singolo negli Stati Uniti, ma questi rifiutarono e decisero di rientrare in Australia. Place without a Postcard raggiunse la 12ª posizione della classifica australiana degli album e i singoli che ne furono estratti, Don't Wanna be the One e Armistice Day, a loro volta entrarono nella Top 40 australiana.

## Il rapporto con i fan, l'industria musicale e i media
Fortemente indirizzata, da preoccupazioni di tipo commerciale, a trattare solo artisti di sicuro successo e fenomeni pop pensati per un pubblico di adolescenti, verso la metà degli anni settanta l'industria musicale australiana dedicava ben poca attenzione alla maggior parte dei gruppi che suonavano o si ponevano in maniera non convenzionale. Nonostante il forte sostegno dell'emittente radio alternativa di Sydney Double Jay e della Triple J che la sostituì, i Midnight Oil all'inizio della loro carriera erano praticamente ignorati dalle principali stazioni radio australiane. Il manager Morris si fece una reputazione da duro e diventò famoso per la sua abitudine di escludere dagli spettacoli critici e giornalisti, a cui in genere veniva concesso l'ingresso gratuito, che avessero scritto recensioni negative. Verso la metà degli anni ottanta lo scrittore e critico Bruce Elder descrisse su un quotidiano la loro musica come "xenofoba e di ristrette vedute", dichiarando che i Midnight Oil erano:
(Bruce Elder)
Come ritorsione Morris mise permanentemente al bando Elder dagli spettacoli dei Midnight Oil. Lo scrittore in seguito ritrattò, parlandone come dell'unica band riuscita a sviluppare un autentico suono australiano.
La freddezza dei rapporti tra i Midnight Oil e il sistema mediatico musicale tradizionale fece sì che il gruppo diventasse molto popolare tra i giovani e si creasse la reputazione di band non disposta a compromessi con l'industria musicale. All'inizio degli anni ottanta il gruppo venne ingaggiato per comparire in una puntata della celeberrima trasmissione televisiva australiana della ABC Countdown, ma il giorno dello spettacolo venne improvvisamente cancellato dalla scaletta. A Countdown gli artisti, nelle esibizioni dal vivo, dovevano eseguire i propri brani in playback ma i Midnight Oil e Morris avevano insistito per suonare davvero e imporre alla produzione la supervisione del loro ingegnere del suono; nessuna delle due parti fu disposta a fare un passo indietro. Secondo il produttore di Countdown Michael Shrimpton, il gruppo arrivò in ritardo alle prove e, a causa della scaletta molto piena e del budget ristretto la regola era che a chi fosse arrivato in ritardo non era più concesso di apparire in trasmissione: per questo venne detto ai Midnight Oil che quel giorno non sarebbero andati in onda. Come risposta il gruppo dichiarò che non avrebbe mai più partecipato alla trasmissione, una promessa che mantennero. Il 19 luglio 1987 il conduttore di Countdown Molly Meldrum, alla sua ultima conduzione, si rasò a zero il capo per imitare Garrett, dichiarando il proprio dispiacere per il fatto che i Midnight Oil non fossero mai comparsi in trasmissione.
I fan del gruppo erano attratti dall'atteggiamento di contrapposizione tipo "noi e loro" dei Midnight Oil e la loro lealtà verso le idee e la musica della band era molto forte. Il rock politicamente impegnato dei Midnight Oil era qualcosa di completamente nuovo per la scena musicale australiana e Peter Garrett fu presto considerato uno dei cantanti più carismatici e diretti del paese.

## L'ascesa verso la fama: 1982–1985

### 10 to 1
Il gruppo sfondò definitivamente in Australia, ottenendo anche la notorietà a livello internazionale nel 1982, con la pubblicazione di 10, 9, 8, 7, 6, 5, 4, 3, 2, 1, che comprendeva anche i singoli Power and the Passion e Read about It. L'album raggiunse il 3º posto della classifica australiana mentre Power and the Passion l'8° di quella dei singoli. Il disco conteneva anche brani politicamente impegnati come US Forces - che denunciava l'interferenza dell'esercito americano nelle politiche di altri paesi - e Short memory, una critica della repressione sociale del sistema imperialista. 10 to 1 fu registrato a Londra e prodotto dall'inglese Nick Launay, che in precedenza aveva lavorato con artisti come The Jam, XTC, Peter Gabriel, Public Image Ltd., Gang of Four e The Birthday Party.. Launay in quel periodo lavorò anche a altri importanti dischi di artisti australiani come The Swing degli INXS, The Pleasure Of Your Company dei Models e Seance dei The Church.
L'album, che rimase presente nella classifica australiana per ben 171 settimane, rendeva bene l'energia che il gruppo sprigionava dal vivo ed era inoltre più azzardato e radicale dei loro lavori precedenti. La loro ascesa fu sottolineata da una serie di concerti, tenuti all'uscita del disco, al Capitol Theatre di Sydney, uno dei quali venne ripreso e registrato per essere poi pubblicato nel 2004 nel DVD Best of Both Worlds. In questo periodo i Midnight Oil tennero anche i loro primi concerti al di fuori dell'Australia, dal momento che l'album fu pubblicato negli USA - dove entrò nella Billboard 200 - dalla Columbia Records e nel Regno Unito, dove uscì con etichetta CBS.

### Red Sails in the Sunset
I Midnight Oil si dedicarono a vari concerti di beneficenza con obiettivi politici, organizzando tra l'altro nel 1983 il concerto Stop the Drop Nuclear Disarmament che ricevette il premio Media Peace delle Nazioni Unite A 10 to 1 seguì nell'ottobre 1984 Red Sails in the Sunset, registrato in Giappone e nuovamente prodotto da Launay. Il disco rimase per quattro settimane al primo posto della classifica di vendita australiana, ed entrò nella Billboard 200 statunitense. Singoli estratti dall'album vennero lanciati sia negli USA che nel Regno Unito, ma non riscossero particolare successo. Oltre a mostrare una straordinaria abilità tecnica, il gruppo continuava ad affinare le proprie sonorità e ad esplorare le tematiche della politica, del consumismo, del militarismo, della guerra nucleare e dell'ambientalismo. La copertina dell'album, realizzata dall'artista giapponese Tsunehisa Kimura, mostrava un fotomontaggio in cui Sydney, sia la città sia il porto, era devastata e ridotta a un fumante cratere dopo un immaginario attacco nucleare
Alle elezioni federali del 1984 Garrett si candidò per un seggio al senato nelle file del Nuclear Disarmament Party (NDP); ottenne il 9.6% dei voti, un discreto risultato ma non sufficiente a garantirgli l'elezione dato che la soglia era fissata al 12.5%
Nell'aprile dell'anno successivo il cantante, insieme ad altri 30 membri del partito, uscì dal congresso nazionale e abbandonò l'NDP, sostenendo che era stato infiltrato da un gruppo trotzkista.
Nonostante la mancata elezione Garrett era però ormai diventato un personaggio pubblico pienamente riconosciuto.

### Il concerto a Goat Island per la Triple J
Nel gennaio 1985 i Midnight Oil si esibirono nel concerto Oils on the Water, tenuto sulla Goat Island nel porto di Sydney per festeggiare il decennale dell'emittente Triple J, al quale assistette un numero ristretto di spettatori che avevano vinto il biglietto grazie a un apposito concorso radiofonico. Il concerto venne ripreso, trasmesso in contemporanea dalla ABC-TV e dalla Triple J e quindi pubblicato su supporto video, che in seguito venne rimasterizzato e inserito nel DVD Best of Both Worlds del 2004.

## Il successo internazionale e l'attivismo politico: 1985–2002

### Diesel and Dust

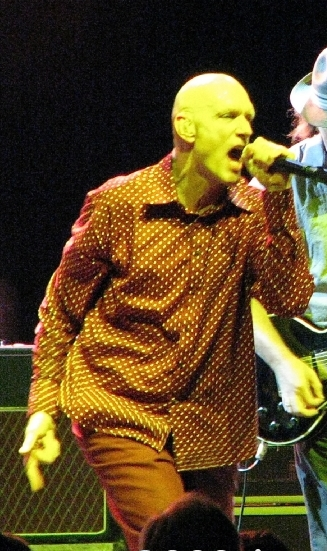
Il cantante Peter Garrett durante il concerto Up close in the Capital del 13 marzo 2009.

Nel dicembre 1985 i Midnight Oil pubblicarono con la CBS/Columbia Species Deceases, un EP di quattro tracce prodotto da François Kevorkian che rimase al primo posto della classifica australiana dei singoli per sei settimane. Species Deceases, che conteneva il brano Hercules, vedeva un ritorno alle loro precedenti, molto accese, sonorità pub rock. Nel 1986 trascorsero diversi mesi impegnati nel Blackfella/Whitefella tour dell'outback australiano insieme ai gruppi indigeni Warumpi Band e Gondwanaland, suonando in remote comunità aborigene e assistendo in prima persona alle dure condizioni di vita e sanitarie cui erano costrette tali popolazioni. Il tour venne criticato da alcuni giornalisti in quanto si trattava di un evento occasionale e non di un tentativo a lungo termine di costruire un ponte tra le due comunità. Il gruppo però rimase galvanizzato dall'esperienza e fece del tour la base del suo nuovo album Diesel and Dust, pubblicato nel 1987 e prodotto da Warne Livesey. Il tema centrale del disco era la necessità che gli australiani bianchi riconoscessero le ingiustizie perpetrate in passato verso la nazione aborigena, e il bisogno di riconciliazione tra i due gruppi. Prima dell'uscita dell'album Peter Gifford lasciò il gruppo in quanto riteneva eccessivo il numero di concerti tenuto e programmato; venne sostituito da Bones Hillman, che in precedenza era stato membro dei The Swingers.
Diesel and Dust rimase per sei settimane al primo posto della classifica australiana degli album, raggiungendo nel 1988 la 21ª posizione della Billboard 200, e la 19ª nella classifica britannica degli album.
Beds Are Burning, estratto dall'album, diventò il loro singolo di maggior successo internazionale e raggiunse il 6º posto della classifica in Australia, il 17° della Billboard Hot 100, e il 6° della classifica britannica. Anche Put Down that Weapon entrò nella classifica dei singoli australiana, mentre Dreamworld fece parte della classifica speciale di Billboard Mainstream Rock Tracks arrivando inoltre alla 16ª della Modern Rock Tracks.
Alla cerimonia di consegna dell'annata 1988 degli ARIA Music Awards, assegnati dalla Australian Recording Industry Association, i Midnight Oil vinsero i premi per la miglior copertina per Diesel and Dust e quelli per la miglior canzone e il miglior singolo entrambi con Beds Are Burning. Durante la cerimonia vi fu una lite tra Morris, che ritirava i premi per conto del gruppo, e il presentatore di Countdown Ian Meldrum, che conduceva la serata: Meldrum rimproverò a Morris il fatto di fare dichiarazioni politiche dal palco, mossa che giudicava inopportuna.
Vi furono alcune polemiche riguardo Diesel and Dust e il tentativo dei Midnight Oil di spiegare i problemi degli aborigeni a un pubblico di bianchi urbanizzati, e venne posto un interrogativo, "Chi ha il diritto di raccontare la storia di chi?" Il testo di The Dead Heart raccontava la storia della colonizzazione dal punto di vista degli aborigeni, ma alcuni critici osservarono che il brano si limitava a perpetuare il mitico stereotipo del "buon selvaggio. The Dead Heart era stata scritta accettando una richiesta degli organizzatori della cerimonia del 1985 durante la quale agli aborigeni veniva riconsegnato il diritto di prendersi cura di Uluṟu; i Midnight Oil inizialmente avevano cercato di rifiutare suggerendo di far esibire un gruppo di aborigeni, ma gli organizzatori insistettero in quanto la presenza del gruppo avrebbe permesso di raggiungere un pubblico più ampio nei centri urbani del paese. I Midnight Oil chiesero comunque che tutte le royalty del brano andassero alle comunità aborigene. Inoltre due gruppi aborigeni, Warumpi Band e Gondwanaland, andarono in tour con loro.
Dopo il tour negli Stati Uniti del 1988, per lanciare Diesel and Dust, fatto insieme all'altro gruppo australiano Yothu Yindi, i Midnight Oil parteciparono alla realizzazione dell'album Burning Bridges insieme ad altri artisti come Paul Kelly, Scrap Metal, Coloured Stone, Hunters & Collectors, James Reyne, The Saints, Crowded House, INXS e Yothu Yindi. I proventi del disco furono donati alla National Coalition of Aboriginal Organisations.
Dal 1989 al 1993 e dal 1998 al 2002 Garrett fu il presidente della Australian Conservation Foundation, mentre dal 1993 al 1998 fece parte del Consiglio internazionale di Greenpeace. Nel 1990 i Midnight Oil tennero un concerto improvvisato all'ora di pranzo di fronte al quartier generale della Exxon a New York dietro a uno striscione che recitava "Midnight Oil Makes You Dance, Exxon Oil Makes Us Sick" per protestare contro l'inquinamento ambientale provocato dalla Exxon Valdez l'anno precedente.

### Blue Sky Mining
Nel marzo 1990 venne pubblicato dalla CBS/Columbia Blue Sky Mining, ancora prodotto da Livesey, che raggiunse la prima posizione della classifica australiana degli album. Il disco rimase al primo posto per due settimane, ed entrò tra i primi cinque in Svezia, Svizzera e Norvegia Raggiunse inoltre la 20ª posizione della Billboard 200 e la 28ª della classifica britannica. I contenuti dell'album erano ancora più espliciti e provocatori, il singolo Blue Sky Mine descrive gli effetti dell'esposizione all'amianto che portarono alla tragedia della miniera di Wittenoom. Dal disco fu estratto anche un secondo singolo, Forgotten Years.
Nel 1990 a Sydney, mentre i Midnight Oil si prendevano una pausa, Hirst si unì al chitarrista Andrew Dickson, al batterista Dorland Bray dei Do-Ré-Mi, al chitarrista Leszek Karski e al bassista degli Hoodoo Gurus Rick Grossmann per formare un progetto collaterale chiamato Ghostwriters. La formazione del gruppo nel corso degli anni è variata considerevolmente e solo Hirst e Grossmann ne hanno fatto sempre parte, pur continuando a restare attivi anche nei loro gruppi originari. I Ghostwriters hanno pubblicato gli album Ghostwriters (1991), Second Skin (1996), Fibromoon (1999) e Political Animal (2007).
All'edizione dei premi ARIA del 1991 i Midnight Oil vinsero il premio per il miglior gruppo e miglior copertina, miglior video e album dell'anno per Blue Sky Mining. Morris, che ritirò i premi per conto del gruppo, fu criticato per aver parlato dal palco della cerimonia per oltre venti minuti.
Nel giugno 1992 uscì il loro album dal vivo Scream in Blue, prodotto da Keith Walker, che conteneva materiale tratto dai concerti tenuti tra il 1982 e il 1990, tra cui Progress registrato durante il concerto-protesta contro la Exxon.. L'album raggiunse il terzo posto della classifica australiana, entrò tra i primi cinquanta in Austria, Svezia e Svizzera e comparve anche nella Billboard 200.

### Earth and Sun and Moon
L'album Earth and Sun and Moon, prodotto da Nick Launay, venne pubblicato nell'aprile 1993; anche questo disco ottenne il plauso della critica e il successo internazionale, raggiungendo il 2º posto della classifica ARIA, entrando tra i primi venti in Svezia e Svizzera, tra i primi cinquanta della Billboard 200, e tra i primi trenta della classifica britannica. Il testo del singolo Truganini affrontava varie tematiche tra cui l'ultima aborigena tasmaniana originale, il modo in cui fu trattato l'artista aborigeno Albert Namatjira, la discussione sull'aspetto della bandiera australiana e il dibattito sul repubblicanesimo. Il Tasmanian Aboriginal Centre, che rappresenta più di 7.000 tasmaniani moderni, promosse il boicottaggio del singolo in quanto a loro giudizio perpetuava il mito bianco dell'estinzione degli aborigeni di Tasmania, mentre in realtà loro esistevano ancora e il loro legame con la terra degli avi è ancora forte. Morris rispose "Il mio suggerimento a questa gente è di smetterla di darsi la zappa sui piedi e lasciare che un gruppo come i Midnight Oil parli all'Australia bianca a vantaggio dell'Australia nera". Voci critiche sostennero che Morris sottovalutava la capacità degli aborigeni di auto-rappresentarsi e allo stesso tempo sovrastimava il potere dei Midnight Oil come ambasciatori della causa sminuendo i loro errori; alcuni attivisti aborigeni d'altra parte vedevano dei benefici nel fatto che i Midnight Oil tenessero le loro istanze sotto la luce dei riflettori, consentendo loro di avere un'audience maggiore. Nonostante tutte queste polemiche Truganini raggiunse il decimo posto della classifica australiana dei singoli,, il decimo delle Mainstream Rock Tracks e  Modern Rock Tracks di Billboard, ed entrò tra i primi trenta della classifica britannica.
Nel 1993 il gruppo prese parte al festival musicale Another Roadside Attraction che si teneva in Canada, collaborando con The Tragically Hip, Crash Vegas, Hothouse Flowers e Daniel Lanois alla realizzazione del singolo Land fatto per protestare contro il disboscamento eccessivo nella Columbia Britannica.

### DaBreatheaCapricornia
Breathe fu pubblicato nel 1996, con la produzione di Malcolm Burn; l'album mostrava uno stile più rilassato e naturale, con delle sonorità che si potevano quasi definire sommesse e riservate a confronto dei precedenti lavori del gruppo. Raggiunse il 3º posto della classifica ARIA, entrando inoltre tra i primi 40 in Svizzera e Nuova Zelanda I Midnight Oil ritornarono in vetta alla classifica ARIA nel 1997, grazie alla raccolta 20,000 Watt R.S.L. pubblicata dalla Sony Music, che conquistò quattro dischi di platino. Anche i loro ultimi album, Redneck Wonderland del 1998, The Real Thing del 2000 e Capricornia del 2002, realizzato grazie alla riunione con il produttore Warne Livesey, entrarono tutti tra le prime dieci posizioni della classifica australiana.

### L'esibizione ai Giochi olimpici del 2000 a Sydney
I Midnight Oil portarono nuovamente alla ribalta il problema della riconciliazione tra bianchi e aborigeni durante la loro esibizione alla cerimonia di chiusura dei giochi olimpici di Sydney del 2000, Il Primo ministro John Howard proprio quell'anno aveva provocato polemiche con il suo rifiuto di accettare una riconciliazione simbolica scusandosi con gli aborigeni australiani e gli appartenenti alla generazione rubata. I Midnight Oil durante la cerimonia eseguirono il loro brano pro-riconciliazione Beds Are Burning salendo sul palco con la scritta SORRY (It. Scusa) stampata in maniera vistosa sui loro abiti come forma di richiesta di perdono agli aborigeni per le sofferenze patite durante l'insediamento dei bianchi e per ricordare la questione a Howard, che era presente tra il pubblico allo stadio. Il gruppo si era in precedenza consultato con i loro compagni di tour Yothu Yindi e con altri attivisti aborigeni decidendo di porre in questo modo la protesta all'attenzione di tutto il mondo.

## Lo scioglimento e la riunione
Il 2 dicembre 2002 Garrett rese nota la propria decisione di lasciare i Midnight Oil per concentrarsi nuovamente sulla carriera politica. Alle elezioni federali australiane del 1984 il cantante si era candidato per un seggio al Senato con il Nuclear Disarmament Party, perdendo di stretta misura. Alle elezioni del 2004 invece venne eletto nella circoscrizione di Kingford Smith sotto la bandiera del Partito Laburista Australiano e venne scelto come ministro ombra per il cambiamento climatico, l'ambiente, il patrimonio culturale e l'arte. Il 29 novembre 2007 il Primo ministro Kevin Rudd nominò Garrett ministro dell'ambiente, del patrimonio culturale e ambientale e delle arti. Rieletto alla consultazione del 2010 Garrett è stato in seguito nominato Ministro della pubblica istruzione, dell'infanzia e della gioventù dal nuovo Primo ministro Julia Gillard.
Gli altri membri del gruppo continuarono a lavorare insieme, ma non sotto il nome di Midnight Oil, così la carriera della band ebbe termine.
Con alle spalle una sola prova improvvisata, la sera prima al Manly-Warringah Leagues Club, il gruppo, Garrett incluso, si riunì per suonare il 29 gennaio 2005 al concerto di beneficenza WaveAid organizzato per raccogliere fondi in favore delle vittime del maremoto dell'oceano Indiano del 2004. Al concerto, che si tenne al Sydney Cricket Ground, parteciparono anche artisti come Powderfinger, Silverchair, Nick Cave, John Butler Trio, Finn Brothers e altri.
Il 29 ottobre 2006 i Midnight Oil sono stati introdotti nella ARIA Hall of Fame e il presidente dell'ARIA li descrisse così:
(Denis Handlin)
Rob Hirst nel discorso di accettazione del premio, ringraziò la sua famiglia, i compagni del gruppo e il sostegno di tutti gli australiani. Lamentò però il fatto che mentre la guerra del Vietnam aveva ispirato alcune delle più belle canzoni di protesta mai scritte, molto poche di queste erano state realizzate per l'invasione dell'Iraq.
Nel novembre di quell'anno venne pubblicata un'altra raccolta, Flat Chat, che raggiunse il 21º posto della classifica ARIA degli album.
Alcune voci che volevano un'apparizione dei Midnight Oil sul palco di Sydney del concerto Live Earth del 2007 si rivelarono false.

## La seconda riunione del 2009
Il 14 marzo 2009 i Midnight Oil, nuovamente riuniti e con Garrett, furono gli artisti di punta tra quelli che si esibirono al concerto di beneficenza Sound Relief a Melbourne. Il concerto, che si tenne al Melbourne Cricket Ground, fu organizzato per raccogliere fondi in favore delle vittime degli incendi del bush del 2009 nello Stato di Victoria.
Insieme ai Midnight Oil salirono sul palco di Melbourne anche Augie March, Bliss n Eso with Paris Wells, Gabriella Cilmi, Hunters & Collectors, Jack Johnson, Kasey Chambers & Shane Nicholson con Troy Cassar-Daley, Kings of Leon, Liam Finn, Crowded House, Jet, Paul Kelly, Split Enz e Wolfmother.
Prima del Sound Relief i Midnight Oil avevano tenuto due concerti di "riscaldamento" a Canberra il 12 e 13 marzo, chiamati Up Close In The Capital. Entrambi gli spettacoli registrarono il tutto esaurito. Voci che volevano che le scalette di questi spettacoli sarebbero state censurate si rivelarono senza costrutto e il gruppo eseguì alcuni dei suoi brani più politicizzati come US Forces, When The Generals Talk, The Dead Heart, Blue Sky Mine, e Read About It.
In un'intervista concessa a Channel V prima del Sound relief, Hirst scherzando ha detto che gli piacerebbe che i Midnight Oil si riunissero per ragioni diverse dai disastri naturali.

## Formazione
- Rob Hirst – percussioni, voce (1976–2002)
- Andrew James – basso (1976–1980)
- Jim Moginie – chitarra solista, tastiere (1976–2002)
- Peter Garrett – voce, armonica (1976–2002)
- Martin Rotsey – chitarra solista (1976–2002)
- Peter Gifford – basso, voce (1980–1987)
- Bones Hillman – basso, voce (1987–2002)
- Gary Morris – manager (1976–2002)

## Discografia parziale
Album in studio
- 1978 - Midnight Oil
- 1979 - Head Injuries
- 1981 - Place without a Postcard
- 1982 - 10, 9, 8, 7, 6, 5, 4, 3, 2, 1
- 1984 - Red Sails in the Sunset
- 1987 - Diesel and Dust
- 1990 - Blue Sky Mining
- 1993 - Earth and Sun and Moon
- 1996 - Breathe
- 1998 - Redneck Wonderland
- 2002 - Capricornia
- 2020 - The Makarrata Project
- 2022 - Resist

EP
- 1980 - Bird Noises
- 1985 - Species Deceases

Raccolte
- 1997 - 20,000 Watt R.S.L.
- 2006 - Flat Chat
- 2012 - Essential Oils

Live
- 1992 - Scream in Blue
- 2000 - The Real Thing
- 2004 - Best of Both Worlds
- 2018 - Armistice Day